# أنيتو (جبل)
أنيتو هو أعلى جبل في جبال البرانس ومنطقة أرغون وثالث أعلى جبل في إسبانيا، بارتفاع 3،404 متر. تقع في المقاطعة الإسبانية في أقصى شمال مقاطعات أراغون الثلاث ، على بعد 6 كيلومترات (4 ميل) جنوب الحدود الفرنسية الإسبانية. تشكل الجزء الجنوبي من نجد (الجيولوجيا).
يقع أنيتو في منتزه "Posets-Maladeta" الطبيعي، في بلدية بيناسكي، مقاطعة سكنية، مجتمع مستقل في أراغون، إسبانيا. وهي جزء من Maladeta massif وتقع في وادي Benasque. وهي تتألف من تضاريس من العصر الحجري القديم ذات طبيعة جرانيتية ومواد من حقبة الحياة الوسطى. يحتوي جانبها الشمالي على أكبر جرف ثلجي في جبال البيرينيه، حيث يغطي 79.6 هكتارًا (196 3/4 فدان) في عام 2005؛ إنه يتقلص بسرعة بسبب ارتفاع درجات الحرارة في الصيف وانخفاض هطول الأمطار الشتوية على مدى القرن العشرين - فقد غطى 106.7 هكتار في عام 1981 وأكثر من 200 هكتار في القرن التاسع عشر. تشير التقديرات إلى أنها فقدت أكثر من نصف سطحها في المائة عام الماضية، وقد تختفي حوالي عام 2050.